# Alan Prince
Alan Prince (1946) é um linguista estadunidense, professor da Universidade Rutgers. Ele é, ao lado de Paul Smolensky, o desenvolvedor da teoria da otimidade, um dos principais desdobramentos da teoria gerativo-transformacional aplicados inicialmente à análise fonológica e ampliada à sintaxe e à semântica. Apoiado pela Fundação Memorial John Simon Guggenheim em 1998, sua teoria é uma das mais repercutidas no campo da linguística.